# 朱暉日
朱晖日（1893年—1968年7月28日）字步云，广东台山人。出生于中医世家。14岁入台山县城高等小学读书，在校加入同盟会，参加了辛亥光复台山之役。

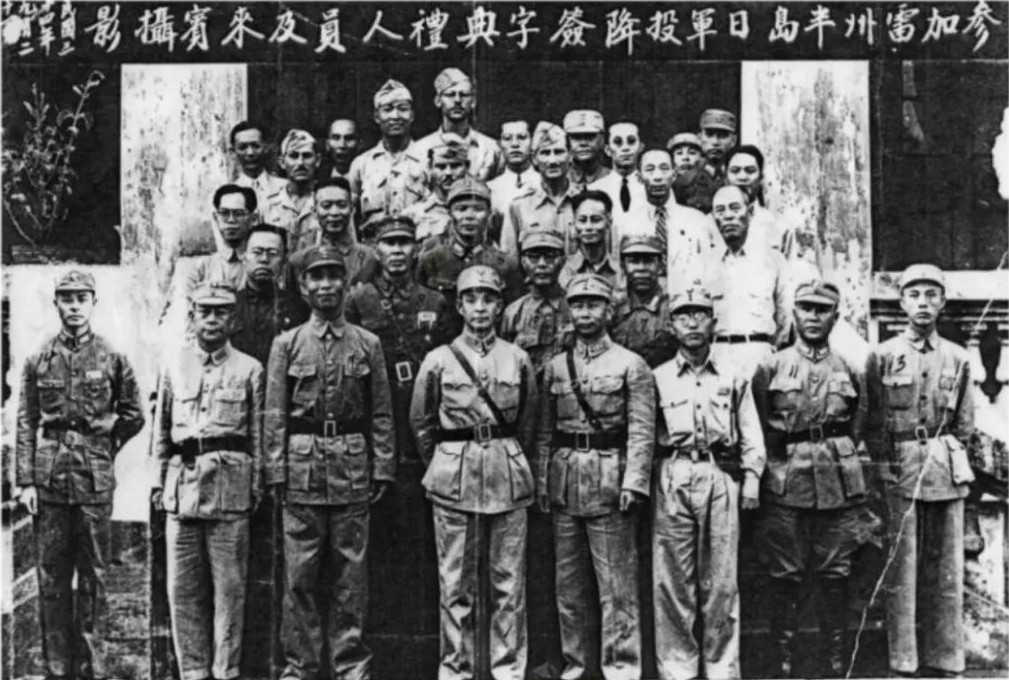
1945年9月21日雷州半島日軍受降典禮。左五為朱暉日

## 生平
早年入广东黄埔陆军小学、武昌陆军第二预备学校，1911年加入同盟会。民国3年（1914）考入保定陆军军官学校第六期。毕业后返回广东，加入粤军第一师，历任见习官、排长、 连长、 营长。1925年8月，任第四军独立旅团长。1926年7月，北伐战争开始，任国民革命军第四军第十二师副师长兼第三十六团团长，参加汀泗橋戰役、武昌战役。1926年12月23日任叶挺独立团扩编的第四军第二十五师师长，第四军副军长，第十一军军长。
1927年10月任广州市公安局长。南昌起义部队南下潮汕失败后，一百二十余各级干部从陆丰县甲子镇雇佣帆船偷渡香港，一上岸就被香港警察逮捕，三天后全部引渡回广州，朱晖日逐个亲自审讯，最后枪毙二十余人；龚楚在这批人中化名林福川隐瞒身份，编造履历，被误认为是被暴动裹胁德从犯，扣押几天后无罪释放，去萧祖强工兵团当兵。廣州暴動期間其女眷被暴動者姦殺，後协助张发奎、黄琪翔平定事態。1928年8月，第四军编为第四师，任副师长。1929年5月辞职，后赴欧洲考察。1933年任南京国民政府铁道部路警管理局局长。1935年7月，任國民政府軍事委員會武昌行营陆军整理处研究会会员。1936年调任闽浙皖赣边区清剿总指挥部参谋长。
1937年任国民政府军委会中将高级参谋。1938年任广东省政府委员兼建设厅长。1940年冬任第三十五集团军副总司令，参加桂南、粤北、西江诸役。1944年任第四战区广东南路指挥所主任。1945年夏，南路指挥所并入粤桂南总指挥部，任副总指挥。
1945年秋任海南岛指挥所主任，主持驻广州湾（湛江）及海南岛的日军投降事宜。1946年秋返回广州，任军委会广州行辕办公厅中将主任，兼任财政部华南输出入委员会委员，但原主委（浙江籍，蒋中正嫡系）田竺僧留任该会的主任秘书，以监视朱晖日。1947年夏，与张发奎等27人组成第四军编纂委员会，编印了《第四军纪实》。1949年任广州市警察局长，解放军攻占广州时赴香港。
1952年7月到台北，1968年7月28日病逝。